# Нутация

Вращение (R, зелёный), прецессия (P, синий) и нутация (N, красный) вращающегося тела

Нута́ция (от лат. nutatio «колебание; качание, кивание») — слабое нерегулярное движение вращающегося твёрдого тела, совершающего прецессию. Напоминает «подрагивание» оси вращения и заключается в слабом изменении так называемого угла нутации между осями собственного и прецессионного вращения тела.
Чистая нутация — это такое движение оси вращения, при котором первый угол Эйлера остаётся постоянным. В случае асимметрического волчка описывается траекториями мгновенной угловой скорости волчка (полодия и герполодия).
В астрономии нутацией называют небольшие колебания земной оси, накладывающиеся на прецессионное движение. Это явление открыто в 1728 году Джеймсом Брэдли. Вследствие нутации изменяются наклон эклиптики к экватору, а также экваториальные координаты небесных светил. Международная служба вращения Земли непрерывно измеряет прецессию и нутацию для навигационных целей. Нутация Земли обусловлена гравитационным воздействием массивных тел Солнечной системы. Основной вклад вносит Луна, а точнее наклон её орбиты на 5° относительно плоскости эклиптики. Период нутации земной оси равен 18,61 года, а её средняя амплитуда составляет около 17" (угловых секунд).